# František Václav Míča
František Antonín Václav Míča, noto anche con i cognomi Mitscha, Mica, Micza e Mischa (Třebíč, 5 settembre 1694 – Jaroměřice nad Rokytnou, 15 febbraio 1744), è stato un compositore e maestro di cappella ceco.

## Biografia
Era figlio di Mikuláš Ondrej Míča (1659-1729), un organista al servizio del conte Questenberg. Dopo aver studiato a Vienna nel 1711 come paggio del conte, fu Kammerdiener (valletto) e a partire dal 1722 Kapellmeister (maestro di cappella) dell'orchestra dello stesso nobile. Nell'arco di diversi anni egli diresse diverse riprese di lavori operistici di Antonio Caldara, Francesco Bartolomeno Conti, Ignazio Maria Conti, Domenico Sarro, Leonardo Vinci, Leonardo Leo, Johann Adolf Hasse e altri, talvolta inserendovi suoi pezzi o apportando adattamenti.

## Considerazioni sull'artista
L'attività compositiva di Míča è compresa tra il 1723 al 1738. Il suo unico lavoro operistico giunto sino a noi (anche se non interamente, dato che risulta perduta la musica del 3° atto), ossia il dramma L'origine di Jaromeriz in Moravia, presenta un linguaggio affine a quello delle opere di Caldara. Le ouverture (sinfonie) delle sue cantate secolari seguono lo schema della sinfonia italiana, ossia sono strutturate in ordine tripartito Allegro-Adagio-Allegro. Una sua sinfonia in re magg. (pubblicata a Praga nel 1946) è attualmente stata attribuita al nipote František Adam Míča. František Antonín Míča compose inoltre diversi sepolcri (oratori pasquali) per solisti, coro e strumenti, tra i quali la maggior parte con testo in ceco.

## Composizioni

### Lavori teatrali
- L'origine di Jaromeriz in Moravia (opera seria, libretto di Nicodemo Blinoni, 1730; trad. successivamente in ceco da A.F. Dubravius sotto il titolo O původu Jaroměřič e in tedesco da parte di H. Rademin sotto il titolo  Über den Ursprung von Jaromeritz)
- Intermezzi perduti per un'opera sconosciuta (1723)
- Recitativi e arie per l'opera Demetria di Ignazio Maria Conti (1732)
- Opera ceca (1731)
- Opera ceca (1732)
- Balletto per un'opera sconosciuta (1735)
- Balletto per l'opera Didone abbandonata di Ignazio Maria Conti (1735)
- Opera ceca (1737)
- Arie per l'opera Merope di Riccardo Broschi (1738)
- Balletto per l'opera Demofoonte di Antonio Caldara (1738)

### Cantate per solisti, coro e strumenti
- Bellezza e decoro (1729)
- Nel giorno natalizio (1732)
- Der glorreiche Nahmen Adami (1734)
- Operosa terni Colossi Moles (testo di J. Želivský, 1735)

### Sepolcri per solisti, coro e strumenti
- Abgesungene Betrachtungen (1727)
- Krátké rozjímání (1728)
- Obviněná nevinost (1729)
- Oefteter Anstoss (1730)
- Zpívaná rozjímání (1737)